# Републикански път III-706
Републикански път IIІ-706 е третокласен път, част от Републиканската пътна мрежа на България, преминаващ по територията на области Шумен, Търговище и Сливен. Дължината му е 21,2 км.
Пътят се отклонява надясно при 171,8 км на Републикански път I-7 южно от село Менгишево и се насочва на запад-югозапад през историко-гографската област Герлово. След 1,3 км пътят навлиза в Търговишка област и преминава през селата Величка и Звездица, след което навлиза в Сливенска област. Тук пътят следи южната периферия на долината на река Голяма Камчия, преминава през селата Ябланово, Малко село и Филаретово и в южната част на село Тича се свързва с Републикански път II-48 при неговия 25,3 км.
| Пътища, отклоняващи се надясно (населено място, № на пътя, посока на пътя) | Км   | Пътища, отклоняващи се наляво (посока на пътя, № на пътя, населено място) |
| -------------------------------------------------------------------------- | ---- | ------------------------------------------------------------------------- |
| Община Върбица, Област Шумен, I-7, 171,8 км →                              | 0,0  | → 171,8 км, I-7, Област Шумен, Община Върбица                             |
| Община Омуртаг, Област Търговище                                           | 1,3  | → общински път (за с. Божурово), Област Търговище, Община Омуртаг         |
| с. Величка                                                                 | 1,7  | с. Величка                                                                |
| (за с. Врани кон) общински път ←                                           | 2,4  |                                                                           |
| (за с. Врани кон) общински път, с. Звездица ←                              | 6,2  | с. Звездица                                                               |
| Община Котел, Област Сливен                                                | 8    | Област Сливен, Община Котел                                               |
| с. Ябланово                                                                | 10,2 | с. Ябланово                                                               |
| с. Малко село                                                              | 14,7 | с. Малко село                                                             |
| (за с. Топузево) общински път, с. Филаретово ←                             | 16,4 | с. Филаретово                                                             |
| (за с. Орлово) общински път ←                                              | 20,2 |                                                                           |
| (от 208,6 км на I-4) II-48, 25,3 км, с. Тича →                             | 21,2 | → с. Тича, 25,3 км, II-48 (до 221,2 км на I-7)                            |